# Monument aux soldats tchécoslovaques
Le monument aux soldats tchécoslovaques est un monument aux morts du cimetière du Père-Lachaise commémorant les soldats tchécoslovaques mort pour la France durant la Première Guerre mondiale et la Seconde Guerre mondiale. Le monument a été inauguré le 19 décembre 1934, le jour anniversaire de la promulgation au Journal officiel du décret instituant le 19 décembre 1917 l'armée tchécoslovaque sur le territoire français.

## Historique
Après les monuments commémoratifs aux morts de juin 1832 et de la guerre franco-allemande de 1870 (siège de Paris, bataille de Buzenval, siège de Belfort), le Père-Lachaise se dote de monuments aux morts pour la Première Guerre mondiale.
« Sous l'égide du gouvernement, mais avec l'assentiment du Conseil municipal qui attribue les emplacements dans son enceinte, le Père-Lachaise reçoit dans les années d'après-guerre des monuments dont la portée dépasse de beaucoup les frontières de la capitale française. »
Le premier monument de la Grande Guerre à être érigé est consacré aux soldats belges. Il est inauguré le 6 octobre 1922. Douze ans plus tard, un second monument, consacré aux Garibaldiens est inauguré, le 27 mai 1934. Sept mois plus tard, c'est au tour des légions tchécoslovaques d'être mises à l'honneur.
Au début de la Première Guerre mondiale, des membres de l'association tchèque d'éducation populaire et physique « Sokol » ainsi que des membres de l'organisation politique sociale-démocrate « Rovnost  »s'engagent dans l'armée française, à la Légion étrangère. En se croisant en ville, ils se saluaient par « Nazdar ! », et furent dès lors dénommés la « Compagnie Nazdar ».
En décembre 1917, un décret autorise la création en France de l'armée tchécoslovaque. Concentrée et instruite à Cognac, cette armée est constituée de prisonniers ramenés de Roumanie et des contingents venus de Serbie, de Russie, d'Italie, d'Amérique et par les cent survivants des volontaires de la colonie tchécoslovaque en France.
Le 19 décembre 1934, un monument aux soldats tchécoslovaques est inauguré pour honorer les soldats tchécoslovaques morts au champ d'honneur sur le territoire français au cours de la Première Guerre mondiale. Le monument est offert à la Ville de Paris par le gouvernement de Prague. La cérémonie se déroule en présence de Georges Rivollet, ministre des pensions ; Georges Contenot, président du conseil municipal ; Victor Constant, vice-président du Conseil municipal ; Štefan Osuský, diplomate ; le général Medek, directeur du musée de la libération à Prague ; le colonel Starnovsky, commandant le 6e régiment d'aviation tchécoslovaque ; le commandant Nazdar représentant l'armée tchécoslovaque. Le maréchal Pétain est représenté par son officier d'ordonnance, le capitaine Bonhomme,. La date d'inauguration du monument correspond au jour anniversaire de la promulgation au Journal officiel du décret instituant le 19 décembre 1917 l'armée tchécoslovaque.

## Caractéristiques

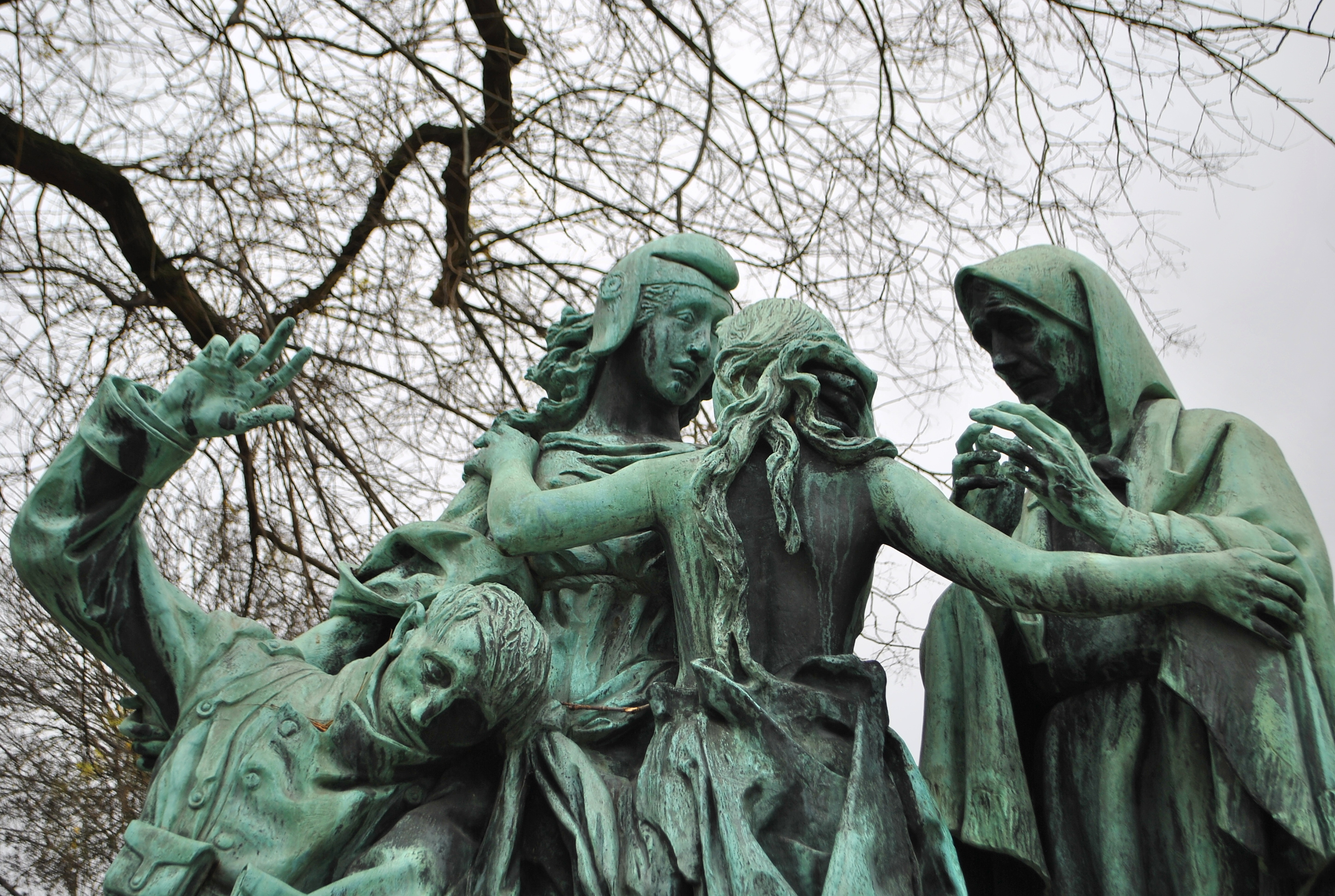
Détail du monument.

Le monument se compose d'un groupe de personnages en bronze représentant Marianne qui accueille une figure allégorique de la Tchécoslovaquie, à droite, la veuve, à gauche, le soldat mourant. La sculpture repose sur un socle en granit sur lequel se situe l'épitaphe :

« À la mémoire de ses fils glorieusement tombés dans la grande guerre 1914-1918 sur le sol français pour la France et pour la liberté de leur patrie, la nation tchécoslovaque. »

Une plaque funéraire rend également hommage aux soldats morts durant la seconde Guerre mondiale :

« À la mémoire des tchécoslovaques tombés  pour la liberté de la France 1939-1945. »

## Localisation
Le monument est situé à gauche de l'entrée Gambetta, dans la 84e division. Il est situé sur l'« avenue des combattants étrangers morts pour la France » (anciennement appelée « avenue de la Nouvelle-Entrée ») où figure les monuments aux Arméniens, aux Belges, aux Italiens, aux Grecs, aux Polonais et aux Soviétiques morts pour la France et .